# Verdabbio
Verdabbio era una comuna suiza del cantón de los Grisones, situada en el distrito de Moesa, círculo de Roveredo. En la actualidad forma parte de la comuna de Grono.